# Ford XL
Der Ford XL war ein PKW der oberen Mittelklasse, den die Ford Motor Company in Dearborn zunächst als sportliches Sondermodell des Galaxie 500 in den Modelljahren 1962–1967 herstellte. Ab dem Modelljahr 1968 wurde der XL eine unabhängige Baureihe.

## Von Jahr zu Jahr

### Ford Galaxie 500 XL (1962–1969)

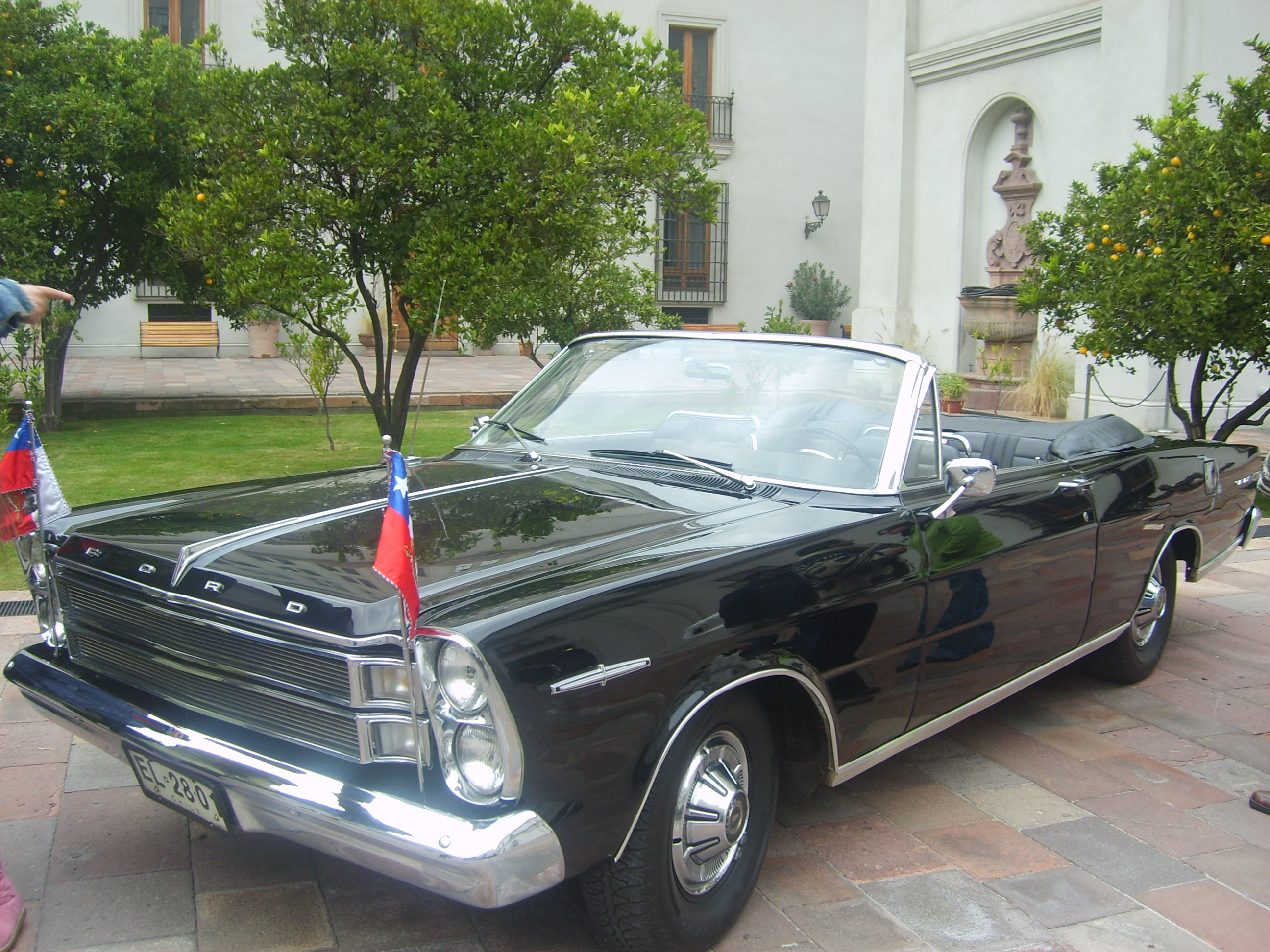
Ford Galaxie 500 XL Cabriolet des chilenischen Präsidenten (1966)

Im Modelljahr 1962 stellte Ford ein sportliches Sondermodell des Galaxie 500 vor. Der Galaxie 500 XL hatte die beste Ausstattung aller großen Ford-Modelle und zusätzlich Einzelsitze vorne. Es gab ihn als 2-türige Limousine oder 2-türiges Cabriolet. Das Fahrzeug war mit einem breiten Kühlergrill mit waagerechten Chromstäben ausgestattet, in den Doppelscheinwerfer eingesetzt waren. Markant waren, wie bei allen Ford dieser Zeit, die großen, runden Rücklichter. Der Wagen hatte einen V8-Motor mit 4785 cm³ Hubraum, der 170 bhp (125 kW) bei 4200 min−1 leistete.
1963 hatten die großen Ford-Modelle einen leicht konkaven Grill mit verchromtem Netz, in dessen Mitte ein großes Emblem prangte. Vom Galaxie 500 XL gab es vier Ausführungen: zu den bereits aus dem Vorjahr bekannten kamen eine 4-türige Limousine und ein 2-türiges Fließheck-Coupé dazu. Der neue Challenger-V8-Motor hatte 4736 cm³ Hubraum und leistete 195 bhp (143 kW) bei 4400 min−1.
1964 gab es wenig Veränderungen im Styling das Heck wurde etwas überarbeitet. Technisch gab es drei Motorvarianten mit 4736 cm³ Hubraum und 195 bhp (143 kW) Leistung, 5768 cm³ mit 250 bhp (184 kW) und 6398 cm³ mit 300/330 bhp (220/240 kW) Leistung.
1965 wurden die großen Ford-Modelle komplett überarbeitet. Anstatt der nebeneinander liegenden Doppelscheinwerfer gab es nun übereinanderliegende, die den breiten Kühlergrill beidseitig begrenzten. Den Galaxie 500 XL gab es nur noch als 2-türiges Hardtop-Coupé oder 2-türiges Cabriolet. Die Motorleistung war auf 200 bhp (147 kW) bei 4400 min−1 gestiegen. Als Sonderausstattung gab es auch den 427er-Motor mit 6997 cm³ Hubraum und, mit Zweifach-Vergaser mit 616 bhp (453 kW) bei 7000 min−1 oder mit Doppel-Registervergaser mit 657 bhp (483 kW) bei 7500 min−1.
1966 erhielt der Kühlergrill einen waagerechten breiten Chromstab in der Mitte. Anstelle des Hardtop-Coupés wurde wieder das Fließheck-Coupé angeboten.
1967 bekam der Kühlergrill einen zweiten Chromstab eingesetzt und die oberen Scheinwerfer erhielten kleine Schuten.
1968 war wieder ein größeres Facelift vorgesehen. Die Fahrzeugfront erhielt eine leichte V-Form, sodass die Mittellinie und die Fahrzeugecken in den Blinkern leicht nach vorne gezogen waren. Die Doppelscheinwerfer lagen wieder nebeneinander. Außerdem gab es einen leichten „Hüftschwung“ über den hinteren Radausschnitten – die berühmte „Coke-Bottle-Linie“. Der alte Challenger-Motor hatte ausgedient und wurde durch einen neuen V8 mit 4948 cm³ Hubraum ersetzt, der 210 bhp (154 kW) bei 4000 min−1. leistete. Der 427er-Motor war ab diesem Jahr nicht mehr verfügbar.
1969, im letzten Jahr des Galaxie 500 XL, war der Kühlergrill wieder gerade und von einem massiven Chromrahmen umgeben. Neben dem bekannten V8, dessen Leistung auf 220 bhp (162 kW) bei 4600 min−1. gestiegen war, gab es nur in diesem Jahr auch einen Reihensechszylindermotor mit 4096 cm³ Hubraum und 155 bhp (114 kW) Leistung bei 4000 min−1.
In diesen acht Jahren entstanden 435.934 Galaxie 500 XL.

### Ford XL (1970)
Im Modelljahr 1970 wurde der XL zur eigenständigen Baureihe. Wiederum standen Styling-Veränderungen an: Der Kühlergrill war nun ganz in schwarz gehalten und hatte eine weit hervorstehende Mittelsektion und wieder ausgeprägte Fahrzeugecken. Demgegenüber waren die verbleibenden Abschnitte des Kühlergrills mit den Doppelscheinwerfern zurückgesetzt. Die V8-Motoren des letzten Galaxie 500 XL wurden von 351 bis 429 Kubikzoll Hubraum unverändert geliefert, der Sechszylindermotor war entfallen.
Im Folgejahr entfiel die Sportversion des Galaxie 500 ersatzlos. 1970 wurden 33.599 Ford XL hergestellt.